# Drosophila diplacantha
Drosophila diplacantha este o specie de muște din genul Drosophila, familia Drosophilidae, descrisă de Tsacas și David în anul 1978. Conform Catalogue of Life specia Drosophila diplacantha nu are subspecii cunoscute.